# Magdalenski tinamu
Magdalenski tinamu (lat. Crypturellus erythropus saltuarius) je član jedne od najstarijih porodica ptica, tinamuovki. 

## Opis
Magdalenski tinamu jako je sličan crvenonožnom tinamuu. Dug je oko 27-32 centimetra. Srednje je veličine. Smeđe je boje. Gornji dijelovi su tamno-crvenkasti. Krila su smeđa. Donji dijelovi su dosta blijeđi od gornjih. Brada je bijela, nijansirana sivom bojom.

## Status
Endem je doline rijeke Magdalena u Kolumbiji. Smatra se možda izumrlim, jer nema potvrđenog prikupljenog primjerka od onog iz 1943. Ipak, novije recenzije pretpostavljaju da je još živuća vrsta.
Nekad se tretira kao posebna vrsta, a nekad kao podvrsta crvenonogog tinamua. SACC misli da je magdalenski tinamu posebna vrsta i podržava da se magdalenski tinamu odvoji od crvenonožnog. 2008. ovaj tinamu uklonjen je s IUCN-ova Crvenog popisa.